# Vetrificazione del suolo
La dual phase extraction è una tecnica di intervento per il trattamento dei contaminanti presenti nella zona satura ed insatura del suolo. La zona insatura è la parte di un terreno immediatamente sotto la superficie ove l'aria è alla pressione atmosferica, mentre l'acqua è ad una pressione minore di quella atmosferica. La zona satura è quella invece nella quale l'acqua penetra negli interstizi del terreno e si trova quindi ad una pressione maggiore di quella atmosferica. La tecnica è di tipo in situ..

## Tecniche
La tecnica consiste nell'estrarre acqua di falda contaminata presente nella zona satura del terreno. 
Attraverso questo processo si ha una conseguente risalita dei composti volatili presenti verso la zona insatura del terreno. Dalla zona insatura vengono estratte le sostanze inquinanti vaporizzate, utilizzando delle pompe di estrazione. 
Il sistema pompe/pozzo di estrazione è integrato dai dispositivi che consentono di effettuare la separazione tra la parte liquida e quella di vapore dei composti estratti, in modo da trattare separatamente le sostanze inquinanti.
Una possibile implementazione della tecnica dual phase extraction consiste nel realizzare l'abbassamento della falda con conseguente aumento dello spessore della zona insatura del terreno, all'interno della quale vaporizzare le sostanze inquinanti. 
Spesso viene associata alla bioremediation ed è adatta soprattutto in presenza di sabbie limose, limi o argille profonde all'interno dei quali si formano coni di depressione di vapore.
Il metodo dual phase extraction estende l'applicabilità della tecnica soil vapor extraction alla zona satura del suolo.
La dual phase extraction è applicata per la decontaminazione di acquiferi contaminati da VOC (Composti Organici Volatili) e in genere dai vari composti LNAPL (Light Non-acqueous Phase Liquids). Con la sigla LNAPL si identificano i composti organici caratterizzati da bassa solubilità e con densità inferiore a quella dell'acqua.
La tecnica è efficace in acquiferi caratterizzati da trasmissività idraulica medio-bassa. Questa ultima, infatti, se bassa, favorisce la formazione di profondi coni di depressione, esponendo di conseguenza una maggiore porzione della formazione contaminata al flusso in uscita dal pozzo.

## Applicazioni
La tecnica della dual phase extraction è impiegata con successo per l'estrazione dell'inquinante in terreni poco permeabili o eterogenei ed è utilizzata soprattutto nei casi in cui il contaminante è presente contemporaneamente in due o più condizioni: suolo, acqua o prodotto libero.
La tecnica dual phase extraction è sconsigliata nel caso di contaminazioni profonde dell'acquifero e nel caso in cui la contaminazione sia molto estesa.